# Louzac-Saint-André
Louzac-Saint-André é uma comuna francesa na região administrativa da Nova Aquitânia, no departamento de Charente. Estende-se por uma área de 10,04 km². Em 2010 a comuna tinha 1 008 habitantes (densidade: 100,4 hab./km²).